# József Vágó
József Vágó (n. 23 decembrie 1877, Oradea, Austro-Ungaria – d. 7 iunie 1947, Salies-de-Béarn, Aquitaine, Franța) a fost un arhitect maghiar, figură proeminentă, împreună cu fratele său László, a arhitecturii Art Nouveau. Fiul său, Pierre Vago, a fost de asemenea arhitect.

## Biografie

### Primii ani
S-a născut într-o familie cu nouă copii din Oradea. Părinții au fost asimilați cetățeni evrei și, în cele din urmă, s-au mutat la Budapesta. József și-a dorit de mic să devină arhitect, pasiune pe care i-a transmis-o și fratelui său, László.

### Biroul comun al fraților Vágó

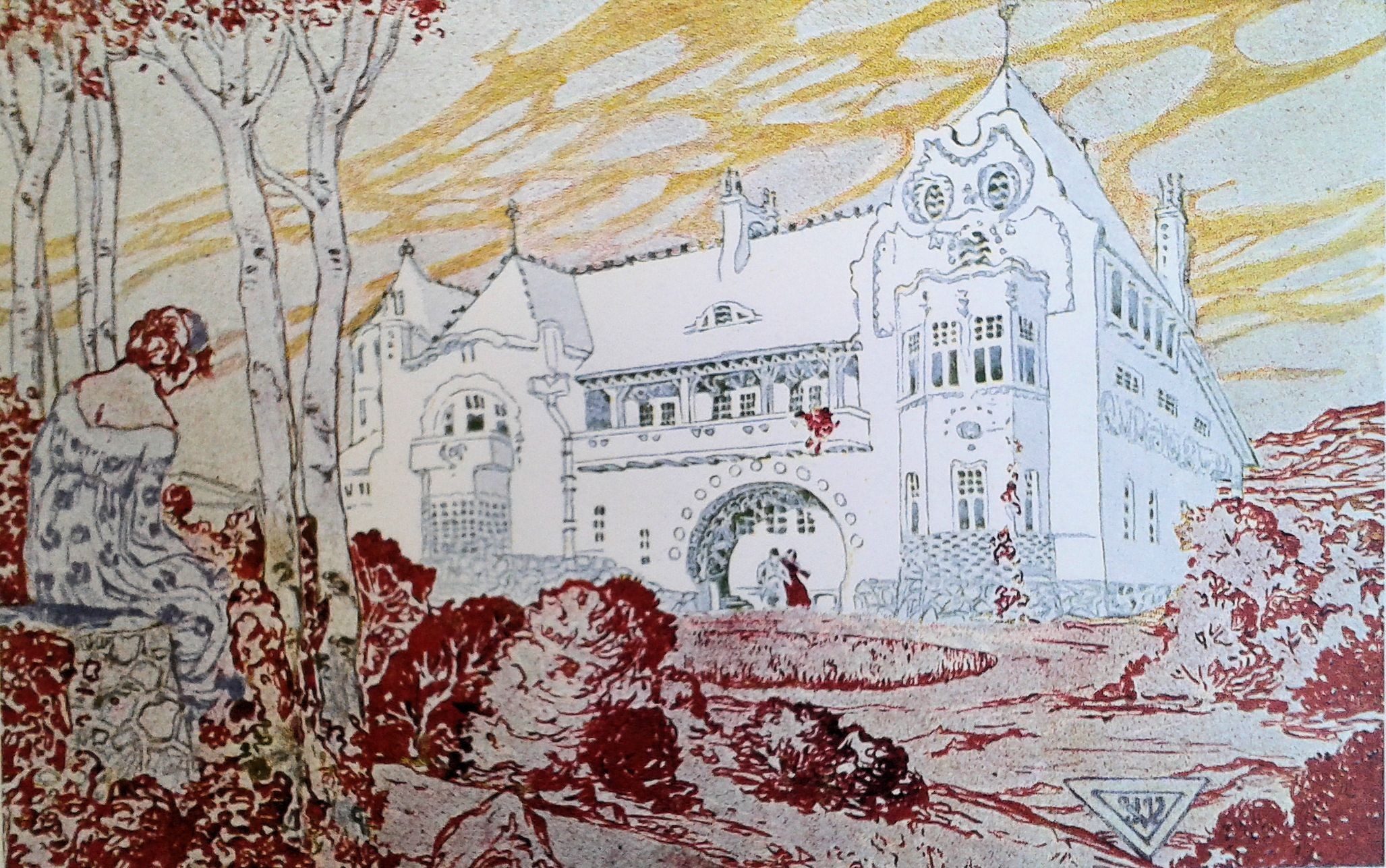
Plan de conac întocmit împreună

În 1902, după ce șeful său a stârnit o dispută profesională cu Ödön Lechner, care era deosebit de respectat de József Vágó, acesta din urmă a părăsit firma la care lucra și a deschis un birou comun cu fratele său, László. Asta a fost până în 1911 și, întrucât toate planurile făcute până la acel moment au fost semnate în comun, nu este clar care era rolul fiecăruia în parte.
Cea mai mare parte a lucrărilor lor comune sunt clădiri de locuințe în Budapesta: prima din Strada Síp nr. 16, din Erzsébetváros (rom: Cartierul Elisabeta),1902. În timp ce marile lor proiecte (de exemplu, Muzeul Memorial Vértanú din Arad, 1901-1902, Primăria din Szabadka, 1905, Baia Publică Rudas și Sáros din Budapesta, 1905) arată în mod expres influența lui Lechner, casele construite de ei se îndepărtează din ce în ce mai mult de stilu Secession maghiar, în direcția geometrizantă reprezentată de Otto Wagner. Acest lucru este ilustrat de străzile din Vișegrad (Ungaria, 1903) și de casele din Piața Boráros din strada Mester, construite în 1905-1906, și Casa Gutenberg, care a fost de asemenea finalizată în acea perioadă. Cei doi arhitecți au devenit repede faimoși în întreaga Europă.

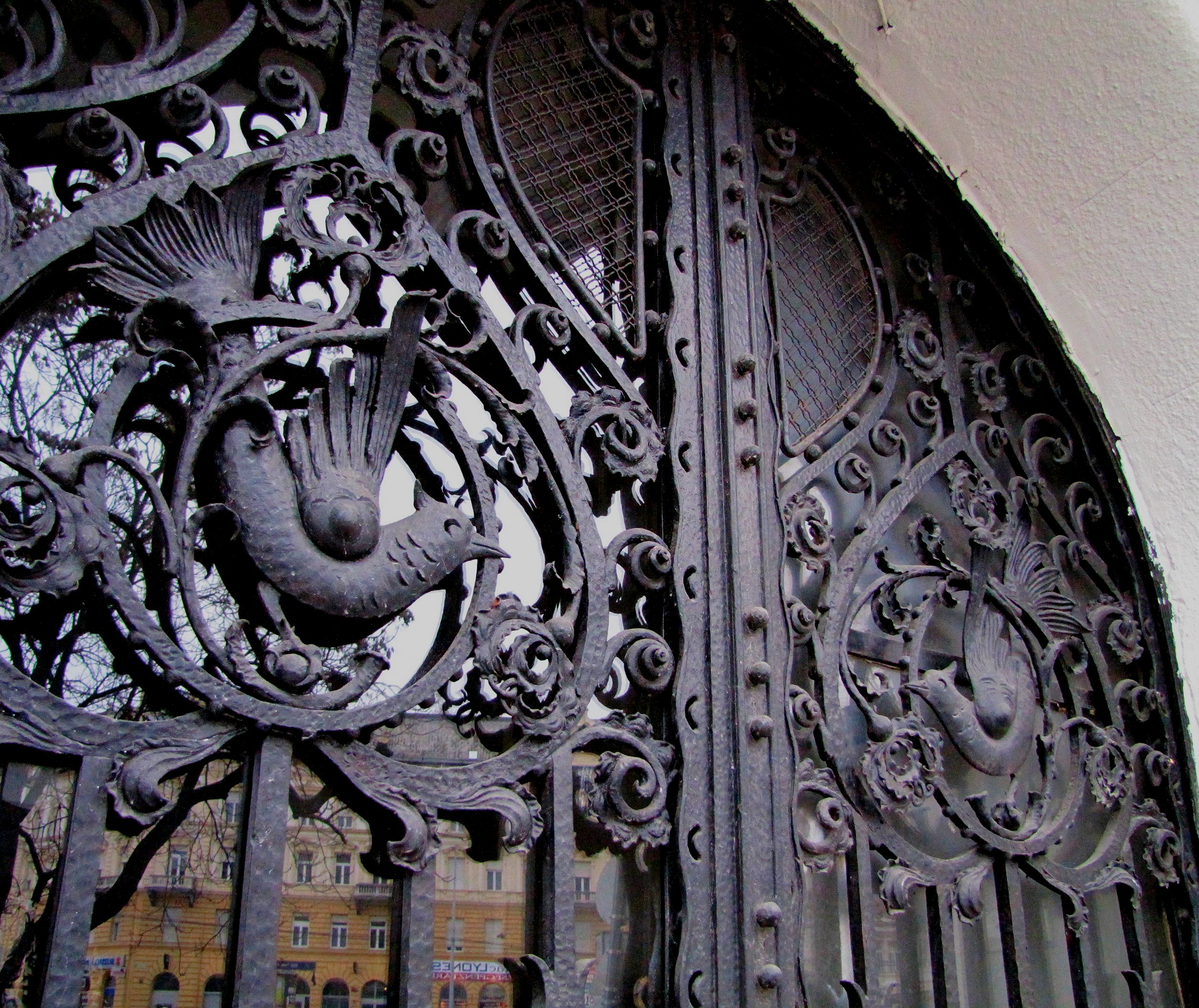
Detaliu la poarta Piaței Boráros.

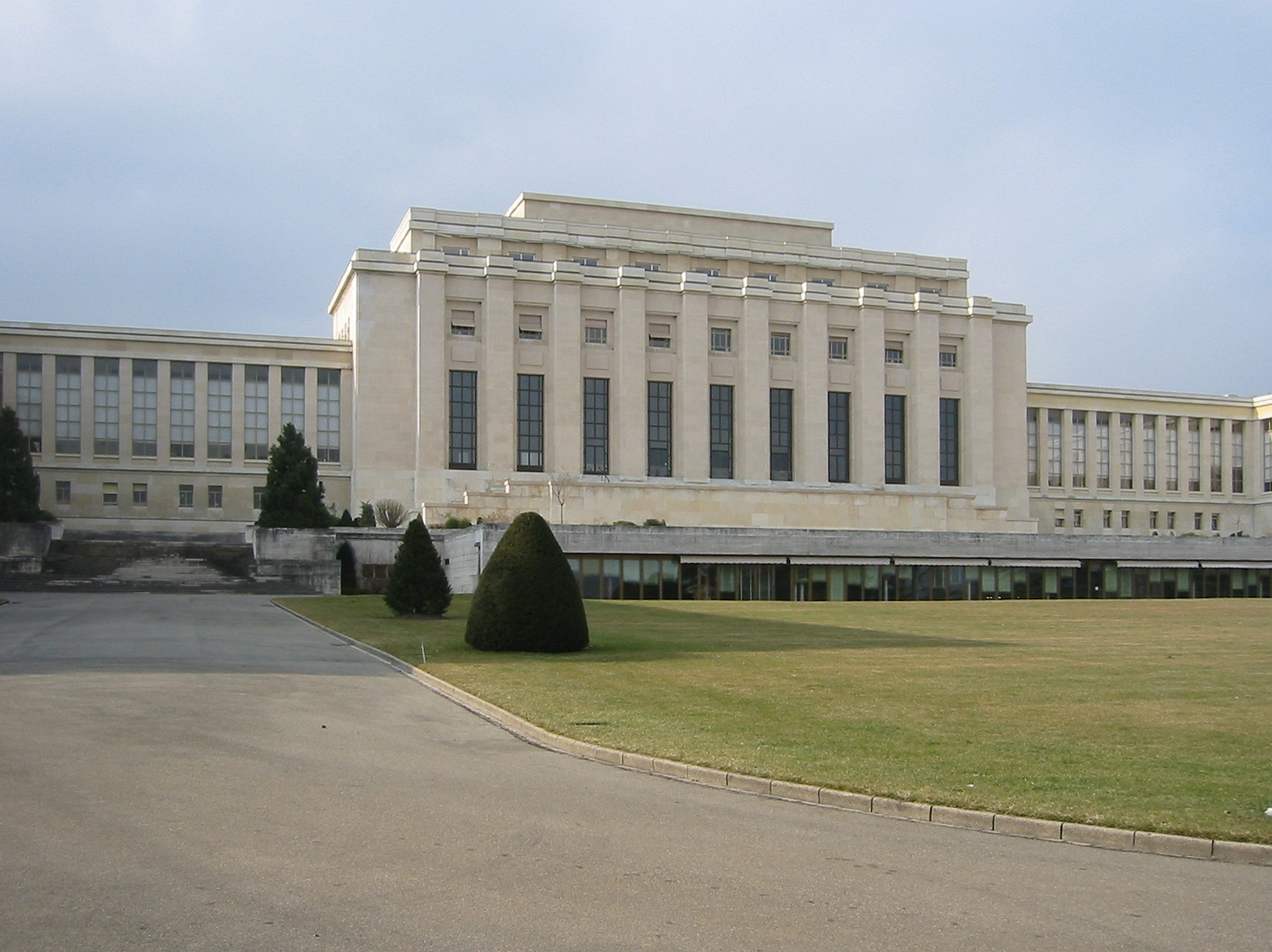
Fațada sediului Ligii Națiunilor din Geneva nu reflectă ideile lui Vágó.

## Clădiri proiectate
- 1902. Casă, Budapest VII., strada Síp 16. – strada Wesselényi 14. (cu László Vágó )
- 1903. Lakóház, Budapest XI., Calea Bartók Béla14. (cu László Vágó)
- 1905. Lakóház, Budapest IX., Boráros tér 3. (cu László Vágó)
- 1905. Lakóház, Budapest IX., Mester utca 3. (cu László Vágó)
- 1905. Casa Vágó, Oradea, fosta stradă Kapucinus (azi gen. Traian Mosoiu) 14. (cu László Vágó)
- 1906. Blocul de locuințe Dömötör Miksa, Szabadka, Bulevardul Sinagogii 3. (cu László Vágó)
- 1905-1908. Palatul Gresham, Budapest V., Bulevardul István Széchenyi  5. (cu Quittner Zsigmond)
- 1907. Lakóház, Budapest XIII, strada Visegrád 17 (cu László Vágó)
- 1906. Salonul Național (Hauszmann Alajos kioszkjának átépítésével), Budapest V., Erzsébet tér (Vágó Lászlóval; elpusztult)
- 1906-1907. Gutenberg-otthon, Budapest VIII., Gutenberg tér 4. (Vágó Lászlóval)
- 1908. Városligeti Színkör, Budapest XIV., Aréna út és Ajtósi Dürer sor kereszteződése (Vágó Lászlóval; elpusztult)
- 1908. Petőfi Múzeum (a Jókai-ház átalakítása), Budapest VI., Bajza u. 39. (Vágó Lászlóval; elpusztult)
- 1908-1909. Árkád Bazár, Budapest VII., Dohány utca 22-24. (Vágó Lászlóval)
- 1908-1909. Lakóház, Budapest VIII., Népszínház utca 25. – Fecske utca 1. (Vágó Lászlóval)
- 1909. Casa Darvas-La Roche, Oradea Mare, în colaborare cu Kálmán Rimanóczy (fiul) (Áldás, Iosif Vulcan) utca 11. (Vágó Lászlóval)
- 1909 k. Kislakásos bérházak, Budapest VIII., Százados út (Vágó Lászlóval; elpusztultak)
- 1910. Bérház átalakításának terve, Budapest V., Magyar utca 52. (csak József)
- 1910-1911. Moskovits-palota, Nagyvárad, Zöldfa (Vasile Alexandri) utca 1. (Vágó Lászlóval)
- 1911. Alföldi Takarékpénztár, Debrecen (Vágó Lászlóval; elpusztult)
- 1911. Lakóház, Budapest II., Maros utca 44/A–B. (átalakítva)
- 1910-1912. Schiffer-villa, berendezéssel, Budapest VI., Munkácsy Mihály u. 19/a (részben megsemmisült)
- 1912. A Lipótvárosi Kaszinó nyári helyisége (átalakítás), berendezéssel, Budapest VI., Városligeti fasor 46-48. (elpusztult)
- 1912-1913. Școala de Jandarmi din Oradea, Str. Universității (fostă Armatei Roșii) nr. 1
- 1913. Magyar Unió Klub (átalakítás, berendezés), Budapest V., Vörösmarty u. 4.
- 1914-1915. Szent László Gimnázium, Kőbánya, Kőrösi Csoma Sándor út 28-34. (Lechner Ödönnel)
- 1914-1916. Grünwald-villa, Budapest I., Ostrom u. 1. (elpusztult)
- 1922-1925. Hôtel de la ville (átalakítás), Róma, Via Sistina
- 1927. Vágó Győző bérháza, Budapest I., Lovas u. 6/a (elpusztult)
- 1927–1928. Magyarországi Mintakészítő Munkások Szövetségének székháza, Budapest XIII., Ipoly utca 16. (átalakítva)
- 1928-1929. László Ferenc háza, Budapest VI., Szegfű utca
- 1934. Dr. Basch Lóránt háza, Budapest XII., Városmajor u. 48/b (később Nyugat Emlékmúzeum)